# 人類学ウラ講座〜超ゴリオシズム宣言〜
『人類学ウラ講座〜超ゴリオシズム宣言〜』（じんるいがくうらこうざ ちょうごりおしずむせんげん）は、ABCテレビで1996年10月5日から1997年9月27日まで放送されていた関西ローカルのバラエティ番組である。

## 概要
人間の様々な情報と最新情報を扱う番組。

## 出演
- 浜村淳（前期のみ出演）
- 北野誠
- 円広志
- 早坂好恵
- 竹房敦司（ナレーション）

| ABCテレビ 土曜23:00 - 23:30                                                  | ABCテレビ 土曜23:00 - 23:30                                                 | ABCテレビ 土曜23:00 - 23:30 |
| 前番組                                                                       | 番組名                                                                      | 次番組                      |
| ---------------------------------------------------------------------------- | --------------------------------------------------------------------------- | --------------------------- |
| サタデージャングル ※23:00 - 23:55 - ここまでは全国ネット、58分繰り下げて継続 | 超ゴリオシズム宣言〜人類学ウラ講座〜 ↓ 人類学ウラ講座〜超ゴリオシズム宣言〜 | 大阪一番星 ↓ 一番星JAPAN    |

| スタブアイコン | サブスタブ | この項目は、まだ閲覧者の調べものの参照としては役立たない、テレビ番組に関連した書きかけの項目です。この項目を加筆・訂正などしてくださる協力者を求めています（P:テレビ/PJ:放送または配信の番組）。 |